# Millville, Massachusetts
Millville är en kommun (town) i Worcester County i Massachusetts. Vid 2010 års folkräkning hade Millville 3 190 invånare.